# Peperomia quadrangularis
Peperomia quadrangularis är en pepparväxtart som först beskrevs av Thomps., och fick sitt nu gällande namn av Albert Gottfried Dietrich. Peperomia quadrangularis ingår i släktet peperomior, och familjen pepparväxter. Inga underarter finns listade i Catalogue of Life.